# Tractat d'Åbo

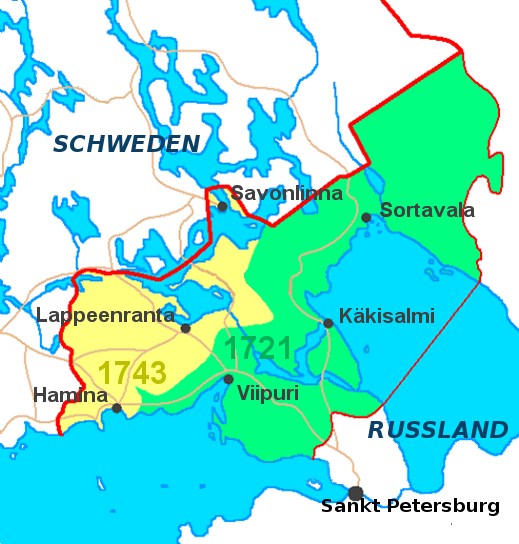
L'àrea en groc fou la Finlàndia que Suècia va cedir a Rússia

El Tractat d'Åbo o també el Tractat de Turku fou un tractat de pau signat entre l'Imperi Rus i el Regne de Suècia a la ciutat de Turku el 7 d'agost de 1743 al final de la Guerra russosueca (1741–1743) que va enfrontar aquests dos països entre 1741 i 1743.
Al final de la guerra, l'exèrcit imperial rus havia ocupat una part important de la Finlàndia sueca, cosa que va permetre al mariscal de camp Trubetskoi i el canceller Aleksei Bestújev-Riumin a demanar que s'apliqués el principi uti possidetis iure. Amb l'adquisició de Finlàndia, el polítics russos aspiraven a moure la frontera amb Suècia considerablement més al nord, i d'aquesta manera es reduïa el perill d'un atac sobre la capital de Rússia, Sant Petersburg. A més, amb l'esperança d'aconseguir la independència, un consell finès va oferir el tron del país a Pere III de Holsten-Gottorp, que després es convertiria en el tsar Pere III, pel fet de ser de la família imperial russa.
El partit prosuec de la cort russa, representat pel comte Lestocq i els familiars del duc de Holstein, Pere, van proposar retornar Finlàndia als suecs en recompensa per l'elecció d'Adolf Frederic com a rei de Suècia. Aquest últim era membre també de la família dels ducs de Holstein. La tsarina Elisabet I de Rússia era partidària d'aquesta darrera proposta perquè recordava que ella s'havia d'haver casat amb el germà d'Adolf Frederic el juny de 1727, però que ell es va morir uns mesos abans.
D'acord amb el tractat, però, el regne de Suècia cedia a l'Imperi Rus les àrees a l'est del riu Kymi, amb la fortalesa d'Olavinlinna i les ciutats de Lappeenranta i Hamina, que foren incorporats a la governació de Vyborg. D'aquesta manera la frontera sueca es va moure més al nord, d'acord amb la voluntat de la facció de Bestuzhev. Per una altra banda, els suecs accedien a la coronació del príncep Adolf Frederic. Ara bé, aquest acord suposava un risc de guerra amb el Regne de Dinamarca i Noruega, és més, la flota del bàltic russa va salpar cap a Estocolm per protegir-la en el cas d'un atac danès.
Després del tractat, Rússia va prendre el control de la part sud de Carèlia. Amb tot, Elisabet va garantir la religió, les propietats, les lleis i els privilegis dels habitants dels territoris incorporats. Per exemple, aquests territoris havien adquirit no feia massa temps, el 1734, la Llei General de Suècia, que van poder mantenir.
El territori cedit a Rússia es va afegir als guanys russos del Tractat de Nystad (finès: Uusikaupunki) el 1721, sota la governació de Vyborg. Més tard es va incorporar al Gran Ducat de Finlàndia el 1812.